# Unterseeboot U-10 (Autriche-Hongrie)
Pour les autres navires du même nom, voir Unterseeboot 10.
L'Unterseeboot U-10 ou U-X est un sous-marin (U-Boot) de la marine austro-hongroise pendant la Première Guerre mondiale. Il était le navire de tête de la classe U-10. Il s’agissait à l’origine d’un sous-marin allemand de type UB I mis en service dans la marine impériale allemande (en allemand : Kaiserliche Marine) sous le nom de UB-1.
Le UB-1 a été construit en Allemagne et expédié par chemin de fer à Pola, où il a été assemblé et lancé en janvier 1915. Il a été mis en service dans la marine impériale allemande plus tard le même mois et a coulé un torpilleur italien en juin. Le bateau a été remis à l’Autriche-Hongrie et mis en service sous le nom de U-10 en juillet. En mai 1917, l'U-10 est la cible de tirs d’un sous-marin britannique, mais les deux torpilles lancées contre lui manquent leur cible. En juillet 1918, l'U-10 heurte une mine et s’échoue avec de lourds dégâts. Il a été remorqué jusqu’à Trieste pour des réparations qui sont restées inachevées jusqu’à la fin de la guerre. L'U-10 a été remis à l’Italie en guise de réparations de guerre et ferraillé en 1920.

## Conception
L'U-10 était un petit sous-marin côtier qui avait un déplacement de 127 tonnes en surface et 142 tonnes en immersion. Il était équipé d’un seul arbre d'hélice, d’un seul moteur Diesel Daimler de 60 ch (45 kW) pour la navigation en surface et d’un seul moteur électrique de 120 ch (89 kW) pour la navigation en immersion. L'U-10 était capable d’atteindre 6,5 nœuds (12,0 km/h) en surface et 5,5 nœuds (10,2 km/h) en immersion. Sa profondeur de plongée allait jusqu’à 50 mètres. Il a été conçu pour un équipage de 17 officiers et matelots.
L'U-10 était équipé de deux tubes lance-torpilles de 450 mm situés à l’avant et transportait deux torpilles de rechange. Les sous-marins allemands de type UB I étaient en outre équipés d’une mitrailleuse de 8 mm, mais il n’est pas clair d’après les sources si l'U-10, en tant qu’ancien bateau allemand, en était équipé, et si c’est le cas, s’il l’a conservée en service austro-hongrois. En octobre 1916, l’armement de l'U-10 est complété par un canon à tir rapide (QF) de 37 mm/23. Ce canon a été remplacé par un canon de 47 mm/33 QF en novembre 1917.

## Carrière
La construction de l'UB-1 a commencé le 1er novembre 1914 à Germaniawerft à Kiel. Une fois son assemblage terminé, l'UB-1 fut lancé le 22 janvier 1915. L'UB-1 a été mis en service dans la marine impériale allemande le 29 janvier sous le commandement de l'Oberleutnant zur See Franz Wäger. 
Après de longues négociations entre l’Autriche-Hongrie et l’Allemagne, en mars 1915, il fut décidé par l’Allemagne de fournir cinq sous-marins de type UB I à la marine austro-hongroise. Ce modèle leur était familier puisque la marine impériale allemande avait réassemblé les UB-3, UB-8 et UB-9 au chantier naval de Pola. Le premier navire a été acheté le 4 avril 1915, comme « échantillon ». C’était l’UB-1. Ce sous-marin a été expédié en sections par chemin de fer jusqu’à Pola, où les sections ont été rivetées ensemble. Bien qu’il n’y ait aucune indication du temps qu’il a fallu pour assembler les pièces de l'UB-1, à titre de comparaison un navire jumeau, l'UB-3, expédié d’Allemagne à la mi-avril 1915, a été assemblé en environ deux semaines. Un officier de la marine austro-hongroise a été affecté au bateau à des fins d’entraînement. Le 4 juin 1915, après avoir été démonté en trois sections et transporté par chemin de fer à Pola pour être remonté, l'UB-1 est remis à la marine austro-hongroise et mis en service en tant que U-10 sous le commandement du Linienschiffsleutnant Karl Edler von Unczowski.
Le 26 juin 1915, l'UB-1 coule un torpilleur italien, le 5 PN, dans le golfe de Venise.
Le sous-marin britannique HMS H4 rencontra l'U-10 le 11 mai 1917 alors qu’il naviguait au large de Pola, et tira deux torpilles sur le sous-marin. Les torpilles devaient être espacées de 5 degrés à une distance de 365 mètres, ce qui était apparemment trop large, car le capitaine du H4 a observé que les torpilles passaient juste devant et juste derrière l'U-10 et le manquaient.
Le 9 juillet 1918, l'U-10 heurte une mine italienne près de Caorle, dans le nord de la mer Adriatique, à la position 45° 30′ N, 13° 00′ E et s’est échoué avec de lourds dégâts. Bien qu’il ait été pillé par les troupes de l’armée austro-hongroise, il a ensuite été remorqué à Trieste pour des réparations, qui sont restées inachevées jusqu’à la fin de la guerre. Les 13 membres de l’équipage ont été sauvés. L’U-10 a été remis à l’Italie en guise de réparation de guerre et ferraillé à Pola en 1920. L'U-10 n’a coulé aucun navire au cours de son service austro-hongrois.

## Commandants
- en tant qu’UB-1
  - Oblt. Franz Wäger : du 29 janvier au 9 juillet 1915[2].
- en tant qu’U-10
  - Karl Edler von Unczowski : du 4 juillet au 10 septembre 1915[10].
  - Leo Prásil : du 16 septembre 1915 au 22 août 1916[10].
  - Otto Molitor : du 22 août au 10 décembre 1916[10].
  - Hermann Rigele : du 10 décembre 1916 au 11 juin 1917[10].
  - Albrecht Graf von Attems : du 15 juin au 26 juillet 1917[10].
  - Robert Dürrigl : du 26 juillet au 24 novembre 1917[10].
  - Andreas Korparic : du 25 novembre 1917 au 17 mars 1918[10].
  - Friedrich Sterz : du 23 au 26 mai 1918[10].
  - Johann Ulmansky von Vracsevgaj : du 26 mai au 31 août 1918[10].

## Navires coulés
| Date         | Nom  | Nationalité  | Tonnage | Destin |
| ------------ | ---- | ------------ | ------- | ------ |
| 26 juin 1915 | 5 PN | Regia Marina | 120     | Coulé  |